# جايسون كروس
جايسون كروس (بالإنجليزية: Jason Cross)‏ هو مصارع محترف أمريكي، ولد في 13 يونيو 1979 في ماكون في الولايات المتحدة.

## روابط خارجية
- جايسون كروس على موقع CageMatch worker (الإنجليزية)